# 山本光幸
山本 光幸（やまもと みつゆき）は、戦国時代から安土桃山時代にかけての武将。今川氏の家臣。甲斐武田氏の足軽大将である山本勘助の近親とされる。

## 略歴
山本貞幸の三男として誕生する。勘助晴幸の兄と伝わる。今川氏親に仕え、大いに戦功があったという。一説によると山本勘助の父とされる。この説によると勘助は三男で、三河国八名郡賀茂の生まれという。
大河ドラマ・『風林火山』では「山本貞久」となっており、氏親亡き後、今川家家臣で花倉城主・福島越前守と共に玄広恵探を擁立して梅岳承芳擁立派に対抗したが敗北し、そこに居合わせた弟・勘助に介錯を依頼して自刃している。